# Bisbat de Basse-Terre et Pointe-à-Pitre
Basse-Terre (en francès: Diocèse de Basse-Terre, en llatí: Dioecesis Imae Telluris) és un bisbat de l'Església Catòlica a França, sufragània de l'arquebisbat de Fort-de-France. Al 2012 tenia 390.000 batejats sobre una població de 467.000 habitants. Des del 2012 està regida pel bisbe Jean-Yves Riocreux.

## Territori
La diòcesi comprèn les illes de Guadalupe i  Saint-Barthélemy, així com la part francesa de l'illa de Saint-Martin.

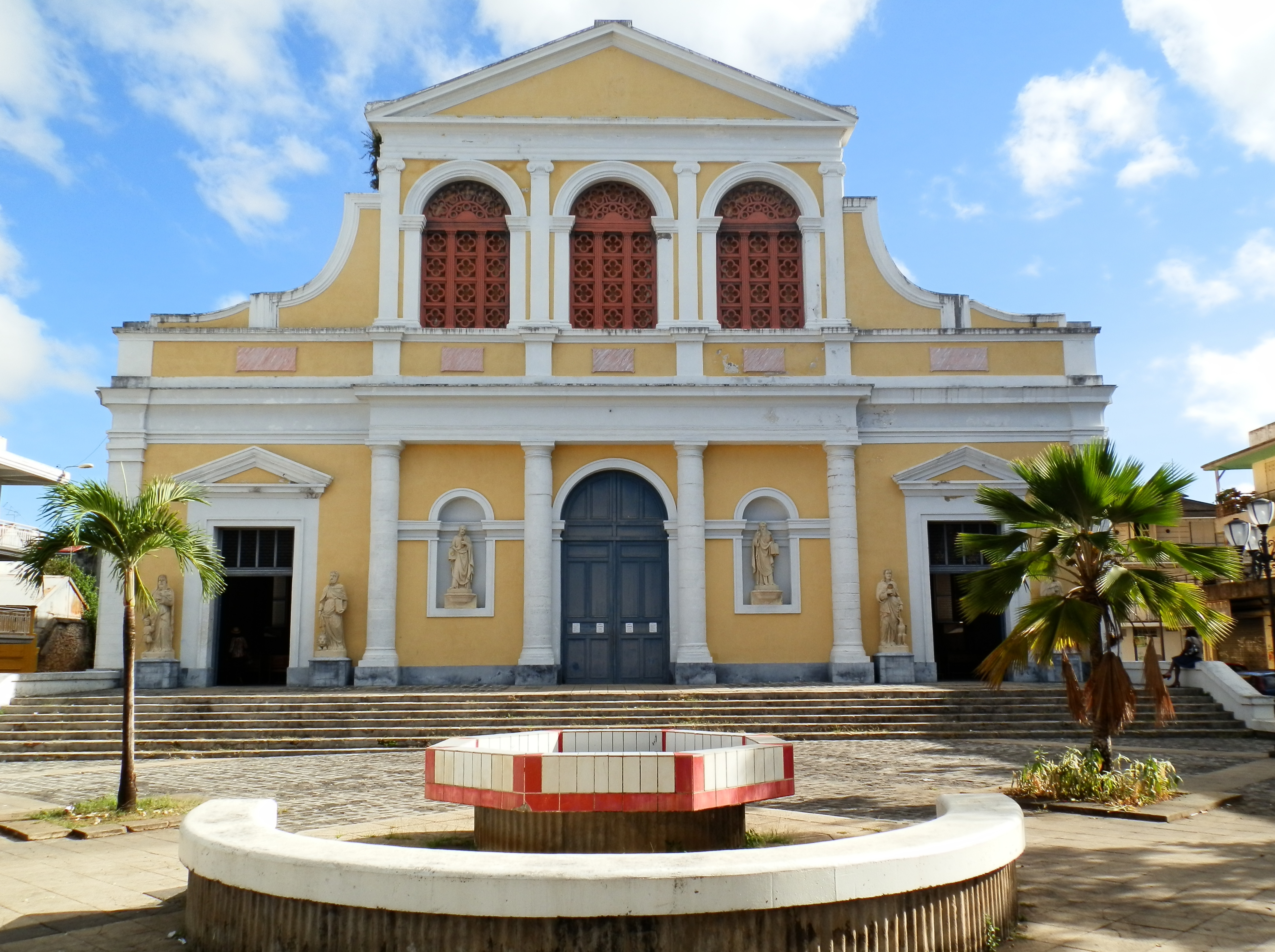
L'església "catedral" de Sant Pere i Sant Pau a Pointe-à-Pitre

La seu episcopal és la ciutat de Basse-Terre, on es troba la catedral de Nostra Senyora de Guadalupe. A Pointe-à-Pitre es troba l'església de Sant Pere i Sant Pau, comunament anomenada "catedral", tot i que mai no ha estat consagrada com a tal.
El territori s'estén sobre 1.780 km², i està dividit en 42 parròquies.

## Història
L'evangelització de Guadalupe va començar el 1635 pels dominics, que el 29 de juny d'aquell any van desembarcar al nord de l'illa de Basse-Terre.
La diòcesi de Guadalupe i Basse-Terre va ser erigida el 27 de setembre de 1850, prenent el seu territori de la prefectura apostòlica de les Illes de Terraferma (avui arxidiòcesi de Fort-de-France). Originalment era sufragània de l'arxidiòcesi de Bordeus.
El 19 de juliol de 1951, la diòcesi va assumir el seu nom actual, amb el títol de Pointe-a-Pitre (Petrirostrensis).
El 26 de setembre de 1967 va passar a formar part de la província eclesiàstica de l'arquebisbat de Fort-de-France.

## Episcopologi
- Pierre-Marie-Gervais Lacarrière † (3 d'octubre de 1850 - 30 de desembre de 1852 renuncià)
- Théodore-Augustin Forcade, M.E.P. † (12 de setembre de 1853 - 18 de març de 1861 nomenat bisbe de Nevers)
- Antoine Boutonnet † (7 d'abril de 1862 - 13 de novembre de 1868 mort)
- Joseph-Clair Reyne † (21 de març de 1870 - 14 de novembre de 1872 mort)
- François-Benjamin-Joseph Blanger † (25 de juliol de 1873 - 9 d'agost de 1883 nomenat bisbe de Llemotges)
- Fédéric-Henri Oury † (27 de març de 1885 - 10 de juny de 1886 nomenat bisbe de Fréjus)
  - Sede vacante (1886-99)
- Pierre-Marie Avon † (22 de juny de 1899 - 23 de febrer de 1901 mort)
- Emmanuel-François Canappe † (18 d'abril de 1901 - 20 de setembre de 1907 mort)
- Pierre-Louis Genoud, C.S.Sp. † (31 de maig de 1912 - 17 de maig de 1945 jubilat)
- Jean Gay, C.S.Sp. † (17 de maig de 1945 - 29 de gener de 1968 renuncià)
- Siméon Oualli † (29 de juny de 1970 - 2 de juliol de 1984 renuncià)
- Ernest Mesmin Lucien Cabo (2 de juliol de 1984 - 15 de maig de 2008 jubilat)
  - Sede vacante (2008-12)
- Jean-Yves Riocreux, des del 15 de juny de 2012

## Demografia
A finals del 2012, la diòcesi tenia 390.000 batejats sobre una població de 467.000 persones, equivalent al 83,5% del total.
| Any  | Població | Població | Població | Sacerdots | Sacerdots       | Sacerdots       | Sacerdots             | Diaques | Religiosos | Religiosos | Parròquies |
| Any  | batejats | total    | %        | total     | clergat secular | clergat regular | batejats por sacerdot | Diaques | homes      | dones      | Parròquies |
| ---- | -------- | -------- | -------- | --------- | --------------- | --------------- | --------------------- | ------- | ---------- | ---------- | ---------- |
| 1948 | 277.112  | 278.864  | 99,4     | 80        | 24              | 56              | 3.463                 |         | 62         | 123        | 36         |
| 1959 | 295.017  | 301.589  | 97,8     | 101       | 37              | 64              | 2.920                 |         | 69         | 204        | 42         |
| 1964 | 307.000  | 315.000  | 97,5     | 108       | 43              | 65              | 2.842                 |         | 81         | 237        | 43         |
| 1970 | 300.000  | 311.149  | 96,4     | 113       | 47              | 66              | 2.654                 |         | 91         | 243        | 46         |
| 1976 | 295.400  | 325.400  | 90,8     | 91        | 44              | 47              | 3.246                 |         | 58         | 211        | 46         |
| 1980 | 270.000  | 313.405  | 86,2     | 83        | 44              | 39              | 3.253                 |         | 45         | 201        | 46         |
| 1990 | 317.061  | 344.570  | 92,0     | 67        | 43              | 24              | 4.732                 |         | 34         | 215        | 43         |
| 1999 | 340.000  | 428.000  | 79,4     | 56        | 40              | 16              | 6.071                 | 4       | 17         | 173        | 42         |
| 2000 | 340.000  | 430.000  | 79,1     | 52        | 37              | 15              | 6.538                 | 3       | 16         | 173        | 40         |
| 2001 | 355.000  | 435.700  | 81,5     | 59        | 41              | 18              | 6.016                 | 3       | 19         | 165        | 45         |
| 2002 | 378.000  | 450.000  | 84,0     | 68        | 50              | 18              | 5.558                 | 8       | 19         | 165        | 45         |
| 2003 | 373.000  | 438.000  | 85,2     | 52        | 37              | 15              | 7.173                 | 10      | 16         | 165        | 45         |
| 2004 | 395.000  | 454.000  | 87,0     | 56        | 41              | 15              | 7.053                 | 12      | 16         | 165        | 45         |
| 2006 | 400.000  | 474.000  | 84,4     | 57        | 41              | 16              | 7.017                 | 10      | 17         | 165        | 44         |
| 2012 | 390.000  | 467.000  | 83,5     | 52        | 38              | 14              | 7.500                 | 11      | 14         | 165        | 42         |